# Hermann Lause

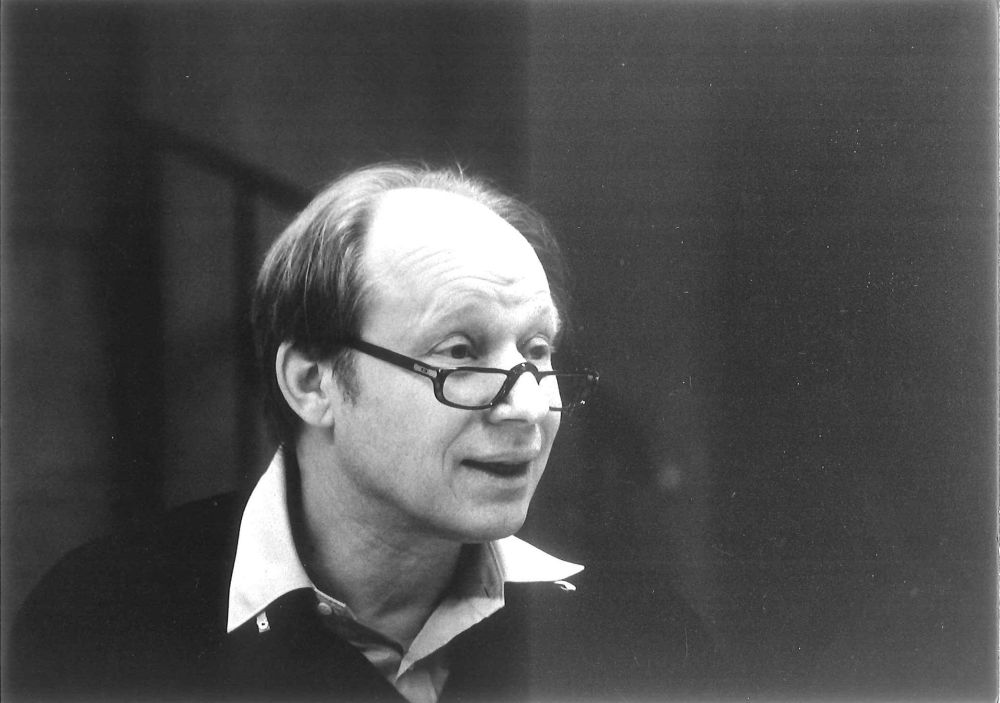
Der Schauspieler Hermann Lause in einer Porträtaufnahme des Berliner Fotografen Werner Bethsold.

Hermann Lause (* 7. Februar 1939 in Meppen, Emsland; † 28. März 2005 in Hamburg) war ein deutscher Schauspieler.

## Leben
Hermann Lause war der Sohn eines Vermessungstechnikers. 1960 machte er Abitur am Gymnasium in Meppen. Er studierte bis 1965 Archäologie, Philosophie und Kunstgeschichte in Mainz, Köln, Heidelberg und München.
Von 1963 bis 1965 nahm Lause in München Schauspielunterricht bei Ellen Mahlke. Anschließend arbeitete er am Berliner Schillertheater, wo er am 13. Dezember 1965 debütierte. 1968 bis 1971 war er in Essen engagiert, 1971/72 am Theater Oberhausen und ab September 1972 am Schauspielhaus Bochum. 1977 bis 1979 und wieder 1982 bis 1990 wirkte er am Deutschen Schauspielhaus Hamburg. Zwischendurch spielte Lause 1979 bis 1982 an den Städtischen Bühnen in Köln, 1980 sowie 1984 an der Volksbühne in Berlin und 1988 bis 1990 in Düsseldorf.

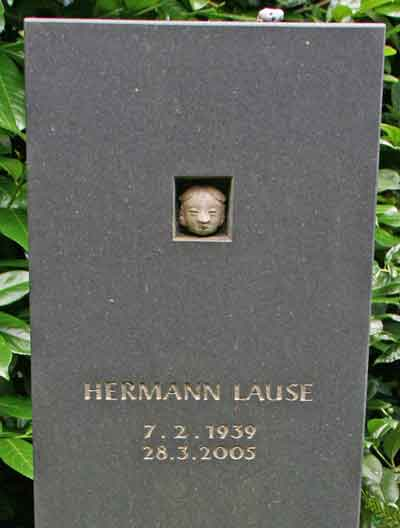
Die Grabstätte des Schauspielers Hermann Lause auf dem Friedhof Ohlsdorf

Lause agierte als Neben- und Hauptdarsteller in verschiedenen Kino- und Fernsehfilmen, zum Beispiel in Schtonk! und Der Zimmerspringbrunnen. Er war in Fassbinders „Berlin Alexanderplatz“ ebenso zu sehen wie in „Campus“ und „Gegen die Wand“. Außerdem hatte er Gastauftritte in verschiedenen Folgen der Serien Siska, Derrick, Der Alte, Der Fahnder, Großstadtrevier, Balko und Ein Fall für zwei. Zuletzt stand Lause mit einem Erich-Kästner-Programm in Hamburg auf der Bühne.
Lause lebte zuletzt in einem Mehrfamilienhaus in Hamburg-Eimsbüttel. Er starb im März 2005 im Alter von 66 Jahren infolge einer schweren Krebserkrankung und wurde auf dem Friedhof Ohlsdorf beigesetzt (V12-347). Lause hinterließ eine Ehefrau und einen Sohn.
Im Meppener Theater gibt es seit November 2014 in Erinnerung an Hermann Lause eine Foto-Wand. Die Collage zeigt unter anderem Aufnahmen des Schauspielers aus dem Jahr 1960. Bereits im Juni 2012 wurde unweit des Theaters der Hermann-Lause-Weg in seiner Geburtsstadt eingeweiht.

## Künstlerisches Schaffen

### Theater
Vor allem mit dem Regisseur Peter Zadek verband Lause eine langjährige Zusammenarbeit, zunächst am Schauspielhaus Bochum, dann am Hamburger Schauspielhaus, am Berliner Ensemble und am Wiener Akademietheater. Lause spielte in zahlreichen Inszenierungen Zadeks wie „Kleiner Mann, was nun?“ (1972), „Der Kaufmann von Venedig“ (1973), „König Lear“ (1975/76), „Hamlet“ (1976/77), „Hedda Gabler“ (1976/77), „Das Wintermärchen“ (1978), „Die Wildente“, „Ghetto“, „Die Gräfin von Malfi“ (1985), „Wie es Euch gefällt“, (1986), „Das Wunder von Mailand“ (1993), „Der Jasager und der Neinsager“ (1993) und „Der Kirschgarten“ (1996), „Hamlet“ (1999/2000). Lause arbeitete aber auch mit Regisseur wie Augusto Fernandes, Luc Bondy („Macbeth“), Werner Schroeter („König Lear“), Robert Wilson und Dieter Giesing zusammen.

### Filmografie
- 1966: Gewagtes Spiel (TV-Serie, Folge: Kleine Fische)
- 1967/68: Till, der Junge von nebenan (TV-Serie)
- 1968: Alles dreht sich um Michael (TV-Serie)
- 1970: Das Verhör von Habana (TV)
- 1973: Smog (TV)
- 1973: Kleiner Mann – was nun? (TV)
- 1974: Reporter (TV)
- 1974: Zündschnüre (TV)
- 1975: Eiszeit (Spielfilm)
- 1975: Die Möwe (TV)
- 1975: Falsche Bewegung
- 1975: Die Geisel (TV)
- 1976: Eine ganz gewöhnliche Geschichte (TV-Serie)
- 1977: Schlechte Karten (TV-Zweiteiler)
- 1978: Die Abfahrer
- 1978: Hedda Gabler (TV)
- 1979: Die große Flatter (TV-Dreiteiler)
- 1979: St. Pauli-Landungsbrücken (TV-Serie)
- 1979: Achtung Zoll (TV-Serie)
- 1979: Die Welt in jenem Sommer
- 1980: Fabian
- 1980: Tatort – Der gelbe Unterrock (TV-Reihe)
- 1980: Unsere heile Welt (TV-Serie, eine Folge)
- 1980: Berlin Alexanderplatz (TV-Serie, eine Folge)
- 1980: Kein Reihenhaus für Robin Hood
- 1981: Jede Menge Kohle
- 1981: Nach Mitternacht
- 1981: Der Mann im Pyjama
- 1983: Im Zeichen des Kreuzes (TV)
- 1983: Die wilden Fünfziger
- 1983: Der Groß-Cophta (TV)
- 1984: Super
- 1985: Ghetto (TV)
- 1985: Die Abschiebung (TV)
- 1986: Warten auf Marie
- 1987: Peng! Du bist tot!
- 1987: Dortmunder Roulette (TV-Serie)
- 1988: Der Sommer des Falken
- 1989: Bastard (TV-Dreiteiler)
- 1989: Großstadtrevier (TV-Serie, Folge „Ein ganz normaler Tag“)
- 1989–1994: Derrick (TV-Serie, drei Folgen)
- 1989: Jenninger. Was eine Rede an den Tag brachte (TV-Dokumentation)
- 1989: Die Staatskanzlei (TV)
- 1989: Kommissar Klefisch – Ein Fall für Onkel (TV)
- 1990: Knastmusik (TV-Serie)
- 1990: Wings of Fame
- 1990: Liebesgeschichten (TV-Serie, eine Folge)
- 1990: Der Alte (Folge 154 – Der Verlierer)
- 1991: Der Alte (Folge 158 – Ganz für sich allein)
- 1991: Kollege Otto (TV)
- 1991: Die Bank ist nicht geschädigt (TV)
- 1992: Schtonk!
- 1992: Hamburger Gift (TV)
- 1993: Nordkurve
- 1993: Wehner – die unerzählte Geschichte (TV)
- 1994: Einmal Macht und zurück – Engholms Fall (TV)
- 1994: Ich bin nicht Gott, aber wie Gott (TV)
- 1995: Dicke Freunde (TV)
- 1996: Auf eigene Gefahr (TV-Serie, eine Folge)
- 1996: Tatort – Krokodilwächter (TV-Reihe)
- 1996: Tatort – Der Entscheider (TV-Reihe)
- 1997: Das Phantom von Bonn
- 1997: Diamanten küßt man nicht (TV)
- 1997: Trügerische Nähe (TV)
- 1997: Großstadtrevier (TV-Serie, Folge „Der Zeuge“)
- 1997: Ein Fall für zwei (TV-Serie, Folge „Das Paar“)
- 1997: Die Männer vom K3 (TV-Serie, eine Folge)
- 1998: Der Laden
- 1998: Eine Sünde zuviel (TV)
- 1998: Geiselfahrt ins Paradies (TV)
- 1998: Polizeiruf 110 – Katz und Kater (TV-Reihe)
- 1998: Abgehauen (TV)
- 1998: Der Campus
- 1998: Ferkel Fritz (TV)
- 2000: Rote Glut (TV)
- 2000: Balko (TV-Serie, eine Folge)
- 2000: Das gestohlene Leben (TV)
- 2001: Der Held an meiner Seite (TV)
- 2001: Der Zimmerspringbrunnen
- 2001: Polizeiruf 110 – Bis unter die Haut (TV-Reihe)
- 2001: Das Glück sitzt auf dem Dach (TV)
- 2001: Polizeiruf 110 – Die Frau des Fleischers (TV-Reihe)
- 2002: Verrückt nach Paris
- 2002: Solino
- 2002: Der Tod ist kein Beinbruch (TV-Serie, eine Folge)
- 2002: Wilsberg – Wilsberg und der Tote im Beichtstuhl (TV-Reihe)
- 2002: Ninas Geschichte
- 2003: Siska (TV-Serie, eine Folge)
- 2003: Pustefix
- 2003: Hamlet X
- 2003: Der Mörder ist unter uns (TV)
- 2003: Die Stunde der Offiziere (TV)
- 2003: Club der Träume – Mexiko, Yucatan (TV)
- 2003: Club der Träume – Türkei, Marmaris (TV)
- 2004: Gegen die Wand
- 2004: Die fremde Frau (TV)
- 2004: Außer Kontrolle (TV)
- 2004: Drechslers zweite Chance (TV)
- 2005: Schimanski: Sünde (TV-Reihe)

### Hörspiele und Hörbücher
Hermann Lause wirkte an über hundert Hörspielen mit. Als Sprecher für Hörbücher ist er unter anderem in Erich Kästners Ein Dichter gibt Auskunft, Jules Vernes 20.000 Meilen unter den Meeren und Peter Ustinovs Die Reisen des Sir Peter zu hören.
- 1982: Olwynne Macre: Der stumme Mund – Regie: Andreas Weber-Schäfer (Kriminalhörspiel – SDR)
- 1983: Adalbert Stifter: Der Condor oder Das Weib erträgt den Himmel nicht (Coloman, ein Postbeamter) – Regie: Otto Düben (Hörspielbearbeitung – SDR)
- 1992: Tankred Dorst: Nach Jerusalem – Regie: Otto Düben (Hörspiel – SDR)
- 1993: Cornell Woolrich: Der Mann gegenüber – Regie: Alfred Behrens (Kriminalhörspiel – HR/SWF/NDR)
- 1994: Gustave Flaubert: Bouvard und Pécuchet – Regie: Jörg Jannings (Hörspiel – DLR Berlin/SWF)
- 1996: Dietmar Guth: Telefonseelsorge – Regie: Gottfried von Einem (RB)
- 2002: Herman Melville[7]: Moby-Dick oder Der Wal – Regie: Klaus Buhlert[8] (Hörspiel – Deutschlandfunk)[9]
- 2002: Werner Schwab: Volksvernichtung ... oder meine Leber ist sinnlos – Regie: Annette Kurth (WDR)
- 2003: Jules Verne: 20.000 Meilen unter den Meeren – Bearbeitung: Helmut Peschina – Regie: Walter Adler (Hörspiel – MDR/Radio Bremen)
- 2004: Anton Tschechow: Das Leben in Fragen und Ausrufen – Bearbeitung und Regie: Irene Schuck (Hörspiel – NDR Kultur)
- 2004: Noëlle Renaude: Madame Ka. Übersetzung aus dem Französischen: Klaus Gronau, Regie: Christiane Ohaus,  (Radio Bremen)[10]